# جيريمي إيبرت
جيريمي إيبرت (بالإنجليزية: Jeremy Ebert)‏ هو لاعب كرة قدم أمريكية أمريكي، ولد في 6 أبريل 1989 في هيليارد في الولايات المتحدة.

## وصلات خارجية
- جيريمي إيبرت على موقع إي إس بي إن.كوم (أن.أف.أل)3
- جيريمي إيبرت على موقع مرجع كرة القدم المحترفة.كوم (الإنجليزية)